# سیارک ۱۱۲۵۴
سیارک ۱۱۲۵۴ (به انگلیسی: 11254 Konkohekisui، نامگذاری:1977DL2) یازده هزار و دویست و پنجاه و چهارمین سیارک کشف شده‌است که در ۱۸ فوریه ۱۹۷۷ کشف شد.
قدر مطلق سیارک برابر ۱۷.۰ است.